# Bartel
Bartel ist ein deutscher Familienname.

## Namensträger
- Beate Bartel (* 1957), deutsche Musikerin
- Christian Bartel (Bildhauer) (* 1958), österreichischer Bildhauer und Hochschullehrer
- Christian Bartel (Schriftsteller) (* 1975), deutscher Schriftsteller und Publizist
- Cori Bartel (* 1971), kanadische Curlerin
- David Bartel (* vor 1982), US-amerikanischer Molekularbiologe
- Dieter Bartel (* 1951), deutscher Fußballspieler
- Elmar Bartel (* 1953), deutscher Nachrichten- und Hörbuchsprecher
- Friedrich Bartel (* 1877), deutscher Ingenieur
- Günther Bartel (1833–1911), deutscher Pianist, Cellist und Komponist
- Hans Bartel (Politiker, 1886) (1886–1956), deutsch-tschechoslowakischer Politiker (DCSVP, CSU)
- Hans Bartel (Admiral) (1901–1979), deutscher Flottillenadmiral
- Hans Bartel (Politiker, 1918) (1918–1970), deutscher Politiker (SPD)
- Hans-Christian Bartel (1932–2014), deutscher Bratschist und Komponist
- Hans-Dieter Bartel (* 1937), deutscher Maler und Grafiker
- Horst Bartel (Politiker) (1920–1994), deutscher Politiker (CDU), MdA Berlin
- Horst Bartel (Historiker) (1928–1984), deutscher Historiker und Hochschullehrer
- Jörg Bartel (1957–2015), deutscher Journalist und Autor
- Juliane Bartel (1945–1998), deutsche Moderatorin
- Karl Bartel (1936–19??), deutscher Motorbootrennfahrer
- Kazimierz Bartel (1882–1941), polnischer Politiker
- Kurt Bartel (1928–2023), deutscher Maler
- Louisa Bartel (* 1965), deutsche Juristin und Richterin
- Mateusz Bartel (* 1985), polnischer Schachspieler
- Max Bartel (1879–1914), deutscher Insektenhändler und Entomologe
- Michael Bartel (1959–2019), deutscher Dialogbuchautor, Synchronregisseur, Musiker und Filmproduzent
- Michaela Eva Bartel (* 1970), österreichische Politikerin (ÖVP)
- Mike Bartel (1962–2017), deutscher Journalist und Schriftsteller
- Paul Bartel (1938–2000), US-amerikanischer Filmregisseur, Drehbuchautor und Schauspieler
- Rainer Bartel (Autor) (* 1952), deutscher Publizist
- Rainer Bartel (Ökonom) (* 1957), österreichischer Ökonom und Dozent für Volkswirtschaft
- Reinhold Bartel (1926–1996), deutscher Sänger (Tenor)
- Robin Bartel (* 1961), kanadischer Eishockeyspieler
- Thomas Bartel (* 1963), deutscher Maler und Lichtkünstler
- Ulli Bartel (* 1959), deutscher Jazzmusiker
- Walter Bartel (1904–1992), deutscher Historiker und Schriftsteller
- Wilhelm Bartel (1821–1880), deutscher Richter und Politiker